# Pichilinguillo
Pichilinguillo es una localidad que está situada en el municipio de Aquila en el estado de Michoacán de Ocampo. Hay 23 habitantes y es reconocida por sus playas.

## Población
| Año  | Habitantes Mujeres | Habitantes hombres | Total habitantes |
| ---- | ------------------ | ------------------ | ---------------- |
| 2020 | 11                 | 12                 | 23               |
| 2010 | 40                 | 49                 | 89               |
| 2005 | 27                 | 40                 | 67               |

Es el pueblo número 46 por habitantes del municipio. 

## Geografía
Pichilinguillo está a 51 metros de altitud.